# Philodendron lupinum
Philodendron lupinum är en kallaväxtart som beskrevs av Eduardo G. Gonçalves och J.B.Carvalho. Philodendron lupinum ingår i släktet Philodendron och familjen kallaväxter. Inga underarter finns listade.